# Marcos Silber
Marcos Silber (Buenos Aires, 4 de agosto de 1934 - 23 de mayo de 2021 ) poeta y escritor argentino.
Los poemas de Marcos Silber se caracterizan por ser intensos, encendidos y enternecedores. Con los temas usuales de la poesía y también la fascinación por el Film Noir, la nostalgia, la actualidad y la globalización, desde su particular punto de vista del hombre común.

## Obra
Poemarios
- Volcán y trino (Editor Manuel Gleizer, 1958)

- Las fronteras de la Luz (Editor Manuel Gleizer, 1962)

- Libertad (1964) - poema escénico

- Sumario del miedo (Editorial El Barrilete, 1965)

- Ella (Ediciones Dead Weight, 1968) - con grabados de Albino -  Faja de Honor de la SADE

- Historias del Oeste

- Dopoguerra (1974)

- Preposiciones y buenos modales (1991, Mérida, España) - Premio J.D.Valhondo, 1991

- Noticias sobre el incendio en la Nave Mayor (Ediciones del Canto Rodado, 1998)

- Suma poética (Ediciones del Canto Rodado, 1999)

- Roca viva (Ediciones La Luna Que, 2000) -  Primer Premio Concurso de Poesía "La Luna Que"

- Primera persona (Ediciones del "Mono Armado", 2004)

- Boca a boca: cuaderno del resucitado (Ediciones del "Mono Armado", 2004)

- Thrillers (Historias en "16”) (Editorial Vinciguerra, 2005) - Finalista del certamen Casa de las Américas, 2004

- Bajo Continuo (Ediciones El Mono Armado, 2008)

- Cabeza, tronco y extremidades (Ediciones El Mono Armado, 2010)

- Desembarcos (Ediciones El Mono Armado, 2015)

- Levitaciones (Ediciones Ruinas Circulares, 2016)

Antologías poéticas
- Cono de sombra y casa de pan: poemas 1976-1982 (Ediciones Setiembre Literario, 1982)

- Convocados (Editorial Monte Ávila, 2010, Venezuela)

- Visita guiada. Selección de textos 1964-2012 (Ediciones Desde la Gente, 2012)

Libros compartidos
- Doloratas (en colaboración con Carlos Levy) (Ediciones del Canto Rodado, 2001)

## Premios
- Faja de Honor de la SADE, 1968
- Primer Premio J.D.Valhondo, 1991 - Ciudad de Mérida, España
- Primer y Segundo Premio Certamen Nacional de Poesía de la A.P.D.H.
- Primer Premio Casa de la Amistad argentino-cubana
- Primer Premio Editorial La Luna Que
- Primer Premio Municipal de Poesía, 1998/1999
- Primer Certamen Prosa Breve de Contextos, 1999/2000 - Radio Cultura
- XVIII Premio Internacional de Poesía "San Juan de la Cruz”